# Universiteit Sapienza Rome

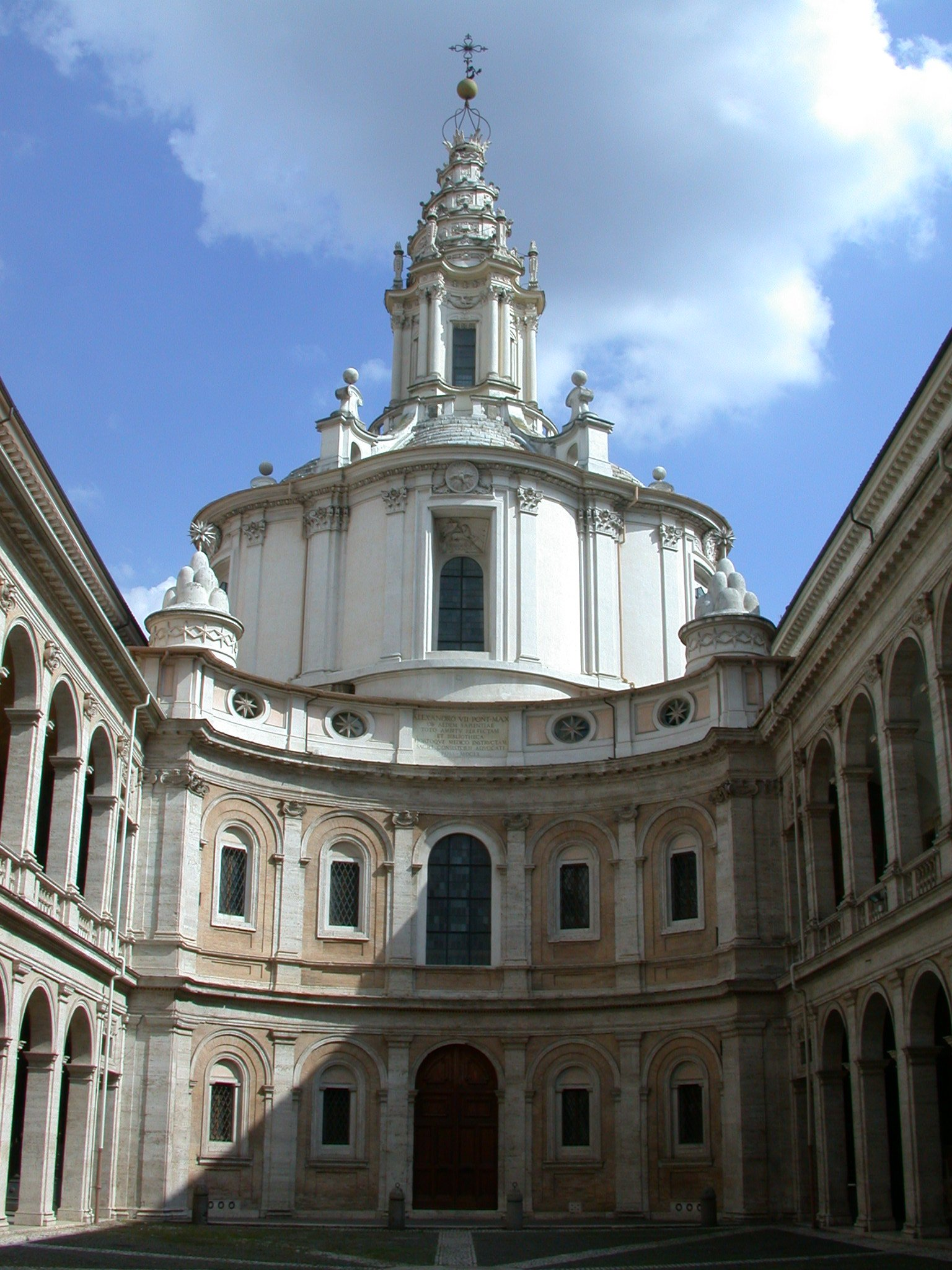
Kerk van Sant'Ivo alla Sapienza, door Borromini, origineel een kapel van de Sapienza.

De Universiteit Sapienza Rome (Italiaans: Sapienza - Università di Roma), is een autonome Italiaanse staatsuniversiteit in Rome. Het is de grootste Europese universiteit, en de oudste van de drie door de staat gesteunde universiteiten van Rome.
Sapienza werd opgericht in 1303, meer dan zes eeuwen voor Tor Vergata en Roma Tre. Sapienza is Italiaans voor "wijsheid" of "kennis".

## Geschiedenis
De universiteit werd in 1303 als Studium Urbis opgericht door Paus Bonifatius VIII met de bul In suprema praeminentia dignitatis. Hij deed dit om meer greep te krijgen op de kerkelijke studies die tot dusver vooral werden gegeven aan de universiteiten van Bologna en Padua.
In 1431 liet Paus Eugenius IV het studium geheel reorganiseren, waarbij hij zowel docenten als studenten veel privileges gaf. Tevens stelde hij dat de universiteit minimaal de faculteiten rechtsgeleerdheid, medicijnen, filosofie en theologie moest bevatten. Hij voerde een nieuwe belasting op wijn door, om zo fondsen voor de universiteit te verwerven. Het geld werd ook gebruikt om een paleis te kopen dat later plaats bood aan de kerk van Sant'Ivo alla Sapienza, "La Sapienza."
Aan deze periode van pracht kwam een einde tijdens de Plundering van Rome in 1527, toen het studium moest sluiten en de professoren moesten vertrekken. Sommigen van hen werden gedood. Paus Paulus III liet de universiteit weer openen kort na zijn aanstelling in 1534.
In de jaren 50 van de 17e eeuw kwam de universiteit bekend te staan als Sapienza, wat wijsheid betekent. Deze titel heeft de universiteit tot op de dag van vandaag behouden. Paus Clemens XI kocht in 1703 wat land op de Janiculum, alwaar hij een botanische tuin liet aanleggen.
In 1870, bij het opheffen van de kerkelijke Staat, werd La Sapienza officieel een universiteit van de stad Rome, en niet langer die van de Paus. In 1935 werd een nieuwe campus voltooid, ontworpen door Marcello Piacentini: de Città Universitaria. Deze is vandaag de dag de hoofdlocatie van de universiteit. Sinds 1935 valt de universiteit onder de landelijke Italiaanse overheid.
In het academisch jaar 2007-2008 telde de universiteit 21 faculteiten en 140.250 studenten. De universiteit heeft inmiddels vier campussen buiten Rome, te weten in Civitavecchia, Latina, Pomezia, en Rieti.

## Tegenwoordig
Sapienza is tegenwoordig de grootste universiteit van Rome. Om het groeiende aantal studenten aan te kunnen, kwamen er plannen voor verdere uitbreiding.
De universiteit heeft haar onderzoeksprogramma’s op het gebied van techniek, biomedische wetenschappen en geesteswetenschappen verbeterd via het "Sapienza Innovation"-programma. Door samenwerkingen met grote Britse en Amerikaanse universiteiten, beschikt Sapienza inmiddels over een uitwisselingsprogramma voor de studenten.

## Toelating
Om toegelaten te worden tot Sapienza moeten potentiële studenten een toelatingsexamen afleggen. Sommige opleidingen hebben maar een zeer beperkt aantal plekken. De academische senaat is verantwoordelijk voor het vastleggen van een maximumaantal studenten voor elke opleiding.
De inhoud van het toelatingsexamen hangt af van de faculteit waarvoor men toelatingsexamen doet.

## Organisatie

### Faculteiten
De universiteit telt 21 faculteiten:
- 1e Faculteit Architectuur Ludovico Quaroni
- 2e Faculteit Architectuur Valle Giulia
- Faculteit Communicatiewetenschappen
- Faculteit Economie
- Faculteit Techniek
- Faculteit Geesteswetenschappen
- Faculteit Rechtsgeleerdheid
- Faculteit Literatuur en Filosofie
- Faculteit Wiskunde en Natuurwetenschappen
- 1e Faculteit Geneeskunde en Chirurgie
- 2e Faculteit Geneeskunde en Chirurgie
- Faculteit Oriëntalistiek
- Faculteit Farmacie
- Faculteit Filosofie
- Faculteit Politicologie
- 1e Faculteit Psychologie
- 2e Faculteit Psychologie
- Faculteit Sociologie
- Faculteit Statistiek
- School voor Luchtvaarttechniek
- School voor Bibliotheekwetenschappen en Archiefwetenschappen

### Onderzoekscentra en grote onderzoeksgroepen
Er zijn 5 Atenei federati, 2 Scuole, en meer dan 30 Centri di Ricerca e studio:
- Ateneo Federato della Scienza e della Tecnologia (AST)
- Ateneo Federato delle Scienze delle Politiche Pubbliche e Sanitarie (SPPS)
- Ateneo Federato delle Scienze Umane, delle Arti e dell'Ambiente
- Ateneo Federato delle Scienze Umanistiche, Giuridiche e Economiche
- Ateneo Federato dello Spazio e della Società
- Scuola di Ingegneria Aerospaziale, nabij San Pietro in Vincoli
- Scuola Speciale per Archivisti Bibliotecari, in Viale Regina Elena
- Center for Research in Neurobiology "Daniel Bovet"
- Centro de La Sapienza per la ricerca sulla formazione e sull'innovazione didattica (CARFID)
- Centro di Ricerca de La Sapienza Scuola del mare
- Centro di Ricerca per la tutela della persona del minore
- Centro di Ricerca de La Sapienza di Economia Internazionale (CIDEI)
- Centro di Ricerca de La Sapienza in Studi europei ed internazionali (EuroSapienza)
- Centro di Ricerca de La Sapienza per le Malattie sociali (CIMS)
- Centro di Ricerca de La Sapienza sul Diritto e l'economia dei mercati (CIDEM)
- Centro di Ricerca de La Sapienza Archivio del Novecento
- Centro di Ricerca de La Sapienza per lo Studio delle Funzioni Mentali (CSFM)
- Centro di Ricerca in Metodologia delle Scienze (CERMS)
- Centro di Ricerca in Psicologia Clinica
- Centro di Ricerca Interdisciplinare Territorio Edilizia Restauro Ambiente (CITERA)
- Centro di Ricerca Museo Laboratorio di Arte Contemporanea (MLAC)
- Centro di Ricerca per il Trasporto e la Logistica (CTL)
- Centro di Ricerca per la Sperimentazione Clinica (CRISC)
- Centro di Ricerca per le Nanotecnologie
- Centro di Ricerca 'Prevenzione, previsione e controllo dei rischi geologici' (CERI)
- Centro di Ricerca Studi per lo Sviluppo (SPES)
- Centro di Ricerca su Roma (CISR)
- Centro Interdipartimentale di scienza e tecnica (CIST)
- Centro Interdisciplinare di Ricerca sulle Disabilità (CIRID)
- Centro Interdisciplinare per il Turismo, il Territorio e l'Ambiente (CITTA)
- Centro Interuniversitario Internazionale di Studi sulle Culture Alimentari Mediterranee (CIISCAM)
- Centro per le applicazioni della televisione e delle tecniche di istruzione a distanza (CATTID)
- Centro Teatro Ateneo (CTA) Centrum voor Onderzoek naar podiumkunsten.
- Interdepartmental Research Center for Models and Information Anaysis in Biomedical Systems (CISB)
- Centro Ricerche Aerospaziali, verantwoordelijk voor het Italiaanse raketprogramma. Gelegen op het San Marco-platform
- SPES Development Studies - onderzoekscentrum voor ontwikkelingsstudies op La Sapienza[5]